# Seebach (Neckar, Neckargerach)
Der Seebach ist ein 13 km langer Waldbach im Neckar-Odenwald-Kreis im nördlichen Baden-Württemberg, der in Neckargerach von rechts und Nordosten in den unteren Neckar mündet. Er ist der größte Neckarzufluss zwischen Elz und Itter.
Der Neckar hat mit diesem untersten zusammen drei Zuflüsse dieses Namens, der obere Seebach mündet in Nürtingen, der mittlere Seebach in Mundelsheim.

## Name
Der Seebach hieß früher Gerach. Dieser Name hat sich im Namen des Gewanns am Ursprung des Baches wie auch des Mündungsortes erhalten. Er leitet sich wahrscheinlich vom althochdeutschen Wort gēr für 'Wurfspieß' oder gērboum für 'Esche' ab.

## Geographie

### Verlauf
Der Seebach entsteht auf etwa 485 m ü. NHN in der Wiesenbucht Gerachswiesen ca. 1,4 km südwestlich des Dorfes Wagenschwend der Gemeinde Limbach just eben noch auf deren Gemarkung. Dort beginnt neben einem kleinen See am Waldrand ein zunächst nach Südosten ziehender Graben. Eine Karte aus dem frühen 20. Jahrhundert zeigt schon mehr als 400 Meter weiter nördlich auf etwa 515 m ü. NHN an einem Wasserhäuschen einen Eintrag „Gerachsqu.“, von wo aus eine kleine Rinne zum auf heutigen Karten ausgewiesenen Ursprung herabläuft; neben dieser recht geraden Rinne zeigt die Hangwiese sandige Abschwemmungen. Etwa zweihundert Meter nach dem Ursprung am See tritt der Seebach in den Wald ein, dort läuft von der Quelle Rotebrunnen an der anderen Seite der Waldbucht ein etwa ebenso langer Wassergraben entlang der Waldkontur zu. Die nächsten knapp anderthalb Kilometer tieft sich zwischen dem zur Gemeinde Fahrenbach gehörenden Waldgewann Buchwald links und dem großen Wald Michelherd der Stadt Mosbach seine obere Talmulde etwa 60 Höhenmeter ein.
Nach diesem Waldabschnitt kehrt er sich kurz vor Robern auf dem linken Hang nach Süden und durchläuft in den flachen und feuchten Seewiesen auf seinem nächsten Kilometer das Naturschutzgebiet Roberner See, an dessen Ende er den mehr als hektargroßen Stausee Roberner See durchzieht, nach dem es benannt ist.
Hiernach fließt er in nun bis zuletzt etwa südwestlicher Richtung durch ein bewaldetes Kerbtal, dessen Grund sich mehrfach zu Talwiesen lichtet. Er zieht dabei am etwas vom Tal entfernten Dorf Fahrenbach auf der linken Hochebene vorbei, nimmt aus dem Michelherd das Wallenbächlein auf, durchzieht in den heute teilweise aufgeforsteten Talwiesen einen Kleinteich und fließt auf knapp 274 m ü. NHN unter der Bachbrücke der aus Mosbach im Süden kommenden L 589 hindurch, die nach Norden zum Dorf Weisbach der Gemeinde Waldbrunn auf der rechten Hochebene führt. Die mit zwei schrägen Steigen das Tal querende Landesstraße ist die einzige öffentliche Straße darin bis zum Mündungsort.
Ein bis anderthalb Kilometer weiter abwärts setzt das Tal zu einer Schlinge nach Norden um den Fleischberg an, an deren Gipfelpunkt der Weisbach mündet. Dieser größte Zufluss des Seebachs entsteht weit im Norden nahe beim Waldbrunner Dorf Strümpfelbrunn. Nach der Talkurve läuft der Seebach in alter Richtung weiter und passiert die Neckargeracher Läufertsmühle rechts am Ufer, ab welcher der Talgrund offen bleibt. Vor und nach diesem ersten und kleinen Siedlungsplatz im Tal münden durch Klingen zwei kürzere Zuflüsse von der nun auch linken Hochebene.
Etwas vor dem Zufluss des wieder längeren und von Norden kommenden Tiefensteigbächleins erreicht der Seebach die Ortsgrenze von Neckargerach. Etwas abwärts davon passiert er die ehemalige Ortsmühle, tritt in die rechte Talweitung des Neckartales aus, in welcher der Hauptteil des Dorfes steht. Im Dorf unterquert er die Neckartalbahn, teilt den Ortskern, unterquert noch die am Flussufer laufende B 37 und mündet dann auf etwa 127,9 m ü. NHN von rechts in den unteren Neckar.
Zwischen dem Ursprung am See in den Gerachswiesen und der Mündung gerechnet, ist der Seebach 12,9 km lang. Er fällt auf dieser mit mittleren Sohlgefälle von etwa 28 ‰ durchlaufenen Strecke um etwa 357 Höhenmeter.

### Einzugsgebiet
Der Seebach entwässert ein 35,8 km² großes Gebiet, das naturräumlich ein Teil des Sandstein-Odenwaldes ist; fast neun Zehntel davon rechnen zu dessen Unterraum Winterhauch, der mündungsnahe Rest zu dessen Unterraum Odenwald-Neckartal. Der mit etwa 546 m ü. NHN höchste Punkt liegt an der Nordgrenze auf einer Waldkuppe südöstlich des Waldbrunner Dorfes Mülben. Der Seebach fließt anfangs nahe an seiner nordöstlichen, nach seinem Laufknick dicht an seiner südöstlichen Wasserscheide. Auf fast zwei Dritteln seines Einzugsgebietes steht Wald. Offen sind fast nur die höheren Gebiete teils weit rechts des Gewässerlaufs auf der Odenwald-Hochfläche um Wagenscheid und vor allem Weisbach, Strümpfelbrunn, Schollbrunn und Lauerskreuz, daneben auch eine kleine Fläche bei Robern unmittelbar links des Laufes.
Den ersten Siedlungsplatz, die Läufertsmühle, passiert der Bach erst weit abwärts am Lauf, dem dann nur noch das Mündungsdorf Neckargerach folgt. Abseits des Baches liegen im Einzugsgebiet noch das Dorf Weisbach, der Wohnplatz Weisbacher Mühle im Tal des größten Nebenbachs Weisbach, ein Zwickel des Dorfes Strümpfelbrunn, fast ganz Schollbrunn (alle vier zur Gemeinde Waldbrunn) und der Weiler Lauerskreuz (wie die Läufertsmühle zur Gemeinde Neckargerach) sowie der Südwestrand von Robern (zur Gemeinde  Fahrenbach). Siedlungsfreie Flächen gehören daneben noch zur Gemeinde Limbach sowie, in Gestalt des Waldgebietes Michelherd rechts und weiter abwärts auch links des oberen und mittleren Bachlaufs, vor allem zur Stadt Mosbach.
Die reihum konkurrierenden Bäche entwässern ebenfalls letztlich zum Neckar. Im Westen läuft der Koppenbach wenig abwärts der Seebachmündung in Zwingenberg diesem zu, im Nordwesten konkurriert der von links die unterste Itter speisende Holderbach, im Norden der höhere Itter-Zufluss Reisenbach, längstenteils über seinen großen Zufluss Höllbach. Der Abfluss der Nachbargewässer im Osten und vor allem im Südosten erreicht über deren rechte Nebenbäche Trienzbach, Hasbach und Nüstenbach die oberhalb des Seebachs in den Neckar fließende Elz. Hinter einem kurzen Stück südlicher Wasserscheide stürzt zuletzt der kleine Flursbach durch die Margarethenschlucht kurz vor Neckargerach zum Neckar hinab.
Im Einzugsgebiet steht weit überwiegend Buntsandstein an und speziell auf den Hochflächen fast überall der Obere Buntsandstein, während die schmalen und eingetieften Abschnitte der Talrinnen der größeren Gewässerzüge meist den Mittlere Buntsandstein erreichen oder am Hang anschneiden. Nur auf einer sehr kleinen Teilfläche östlich von Reichenbuch am Oberlauf des Bachs durch die Kalte Klinge liegt Unterer Muschelkalk. Diese alten triassischen Schichten sind im flachen Oberlaufbereich der Bäche teilweise durch lössführende Fließerden oder durch Lösssediment aus dem Quartär überlagert.
Die auffälligste tektonische Struktur ist die Ubstadt–Walldürn-Störungszone, eine alte Störungszone, die vom Rand des Oberrheingrabens bei Ubstadt im Südwesten bis ins Bauland bei Walldürn im Nordosten fast gradlinig mit Unterbrechungen und geringem seitlichen Versatz verläuft. Ihr folgt der der Seebach etwa vom Roberner See bis zur Mündung recht genau. Sie versetzt im Talbereich teilweise Mittleren Buntsandstein im Südosten (Hochscholle) gegen Oberen Buntsandstein (Tiefscholle) im Nordwesten.
Ein aufgelassener Steinbruch in der unteren Klinge des Tiefensteigbächle zwischen Lauerskreuz und dem Ortsrand von Neckargerach schließt unter anderem den Kugelhorizont des Plattensandsteins auf (Oberer Buntsandstein).

### Zuflüsse und Seen
Hierarchische Liste der Zuflüsse und  Seen, jeweils von der Quelle zur Mündung. Gewässerlänge, Seefläche, Einzugsgebiet und Höhe nach den entsprechenden Layern auf der Onlinekarte der LUBW. Andere Quellen für die Angaben sind vermerkt.
Ursprung des Seebachs auf etwa 485 m ü. NHN in der waldumfassten Wiesenbucht der Gerachswiesen ca. 1,4 km südwestlich von südwestlich  der Limbacher Dorfes Wagenschwend. Der Bach fließt zunächst südöstlich, später südlich.
- Entsteht neben einem Teich am Waldrand, etwas unter 0,1 ha.
- (Abfluss vom Rotebrunnen), von links und Nordosten auf etwa 475 m ü. NHN am tiefsten Punkt der Gerachswiesen, ca. 0,2 km[LUBW 8] und ca. 0,1 km².[LUBW 9] Die Quelle Rotebrunnen entspringt auf etwa 490 m ü. NHN am linken Waldrand, der Abfluss folgt der Waldkontur.
- Durchfließt auf etwa 387 m ü. NHN am Ende des gleichnamigen Naturschutzgebietes den Roberner See in den Seewiesen ca. 1,4 km südwestlich des Fahrenbacher Dorfes Robern, 1,2 ha.
Nach dem Roberner See fließt der Bach sehr konstant südwestlich.
- (Bach aus dem Waldgewann Sandwehr), von rechts und Norden auf etwa 347 m ü. NHN in den Rennwiesen, 1,1 km und ca. 0,9 km².[LUBW 9] Entsteht auf etwa 427 m ü. NHN südlich des Auerhahnenschlags.
- Wallenbächlein aus der Wallenklinge, von rechts und insgesamt Nordnordwesten auf etwa 319 m ü. NHN am Beginn der Stallwiesen, 2,3 km und 4,1 km². Entsteht auf etwa 462 m ü. NHN aus zwei kurzen Quellabflüssen im Hangwald östlich des Sportplatzes beim Waldbrunner Dorf Weisbach.
- Durchfließt auf etwa 310 m ü. NHN einen Teich in den Stallwiesen, etwas über 0,2 ha.
- Weisbach, von rechts und Nordnordwesten auf etwa 208 m ü. NHN vor der Läufertsmühle gegenüber dem von einer Nordschlinge des Seebachs umlaufenen Sporn des Fleischbergs, 5,0 km und 9,5 km². Entsteht auf etwa 487 m ü. NHN am Südrand des Waldbrunner Dorfes Strümpfelbrunn aus zwei kurzen Oberläufen beim Sportplatz.
  - Hinkelsfeldbach, von links und Nordosten auf etwa 440 m ü. NHN am Weg von Weisbach nach dem Waldbrunner Dorf Oberdielbach, 0,9 km und ca. 1,1 km².[LUBW 9] Entsteht auf etwa 490 m ü. NHN zwischen Waldbrunn und Weisbach im Hinkelsfeld.
    - Eichwiesengraben, von links und Ostnordosten auf etwa 464 m ü. NHNin den Eichwiesen nordwestlich von Weisbach, 0,9 km und ca. 0,1 km².[LUBW 9] Entsteht auf etwa 483 m ü. NHN an einer Ackerrand.

  - Weisbach, von links und Ostnordosten auf etwa 400 m ü. NHN kurz nach der Bachqquerung der K 3929 Weisbach–Waldbrunn-Schollbrunn, 2,4 km und ca. 1,9 km².[LUBW 9] Entspringt auf etwa 498 m ü. NHN einer Quelle am Waldrand wenig nordöstlich von Weisbach.
- → (Abgang Mühlkanal Läufertsmühle), nach rechts auf etwa 192 m ü. NHN wenig vor der Läufertsmühle vor Neckargerach.
- (Bach aus der Hermannsklinge[LUBW 10]), von links und Nordosten auf etwa 190 m ü. NHN gegenüber der Läufertsmühle, 1,3 km und ca. 1,1 km².[LUBW 9] Entsteht auf mindestens 315 m ü. NHN nahe der L 583 Mosbach-Lohrbach–Weisbach an einer Waldlichtung im Beckertswiesenschlag.
- ← (Rücklauf Mühlkanal Läufertsmühle), von rechts und Nordosten auf etwa 184 m ü. NHN nach der Läufertsmühle, 0,4 km.
- (Bach aus der Kalten Klinge), von links und Ostsüdosten auf unter 180 m ü. NHN etwa 0,7 km vor dem ersten Haus von Neckargerach, 1,9 km und ca. 1,7 km².[LUBW 9] Entsteht auf wenig über 310 m ü. NHN nahe der K 3943 Reichenbuch–Lohrbach im Gewann Herrenbach etwa 0,7 km östlich des Siedlungsrandes des Mosbacher Dorfes Reichenbuch.
- Links der Mündung liegt dicht an beiden Bächen ein See, 0,4 ha.
- Tiefensteigbächlein, von rechts und Norden auf etwa 145 m ü. NHN zwischen den ersten Häusern von Neckargerach noch vor der Ortsmühle, 2,9 km und 2,8 km². Entsteht auf etwa 190 m ü. NHN nahe der Ferienkolonie am Südrand von Schollbrunn.

Mündung des Seebachs von rechts und zuallerletzt Osten auf etwa 127,9 m ü. NHN in Neckargerach in den unteren Neckar. Der Seebach ist 12,9 km lang und hat ein 35,8 km² großes Einzugsgebiet.

## Schutzgebiete
Am Nordrand des Einzugsgebietes liegt westlich von Wagenschwend das 2,2 ha große Naturdenkmal Kiefernmoor Eckertsrain.
In den Seewiesen bei Robern läuft der Bach gut einen Kilometer lang bis zum Laufknick nach dem gleichnamigen See im 22,8 ha großen Naturschutzgebiet Roberner See. Es liegt in einem flachen, südwärts ziehenden Muldentalabschnitt vor dem langen südwestlichen Kerbtallauf des Baches überwiegend in offener Flur. Der Stausee wurde im Jahre 1966 geschaffen, an einer Stelle, wo zu früherer Zeit ein Schwellweiher Wasser für die periodische Holztrift von Scheitholz sammelte. Im Tal oberhalb finden sich Reste von Dämmen weiterer ehemaliger Schwellweiher. Andere wasserbauliche Reste zeigen, dass früher am Seebach Wiesenwässerung des den Bach begleitenden Grünlandes betrieben wurde. Auf den wasserstauenden Röttonen des Oberen Buntsandsteins haben sich lokal Vernässungszonen gebildet. Im Naturschutzgebiet wachsen etliche Seggenarten. Um das Seeufer liegt eine Schwimmblattzone und im oberen Bereich weiter ein Großseggenried mit Bulten. Am Bach und den zulaufenden Gräben stehen vereinzelt Erlen und buschige Weiden. Dank der offenen Wasserfläche des Sees und des wechselnden Charakters der umgebenden Feuchtwiesen sind einige Wasservogelarten im Gebiet heimisch und Durchzügler halten hier Rast. Auch Insekten und Amphibien leben in großer Zahl im Gebiet.
Unmittelbar vor der Zumündung des Weisbachs ist auf dem Hang des Umlaufsporn Fleischberg und teils auch gegenüber ein 9,8 ha großer Schonwald Seebachtal eingerichtet. Dort liegt eine lockere, mit Bäumen überwachsene Blockhalde (Ahorn-Eschen-Blockwald).
Um den zulaufenden Weisbach liegen zwei Wasserschutzgebiete, das untere erstreckt sich bis ans rechte Ufer des Seebachs heran.
Die Talmulde des Seebachs ab dem Roberner See bis nach Neckargerach herab sowie die des ihm zufließenden Weisbachs, beidseits des unteren Seebachs auch große Hochflächenanteile sind Teil des Landschaftsschutzgebietes Neckartal II mit Koppenbachtal, Weisbachtal und Seebachtal.

## Mühlen
- (Mühle westlich von Robern)[8]
Die einst links des Gewässers vor dem Waldaustritt des Seebachs in die Seewiesen bei Robern gelegene Mühle ist abgegangen; wo sie stand, ist heute eine kleine Lichtung im Wald.
- Läufertsmühle, früher Gerachermühle[9]
Die Mühle steht noch heute etwa 2,5 km vor der Mündung in den Neckar am Beginn der dauerhaft offenen Talflur.
- Ortsmühle in Neckargerach[10]
Steht noch heute links des Laufs in Neckargerach am Übergang des Seebachtals ins Neckartal.

### LUBW
Amtliche Online-Gewässerkarte mit passendem Ausschnitt und den hier benutzten Layern: Lauf und Einzugsgebiet des Seebachs

Allgemeiner Einstieg ohne Voreinstellungen und Layer: Daten- und Kartendienst der Landesanstalt für Umwelt Baden-Württemberg (LUBW) (Hinweise)
1. 1 2  Höhe nach dem Höhenlinienbild auf dem Hintergrundlayer Topographische Karte.
2. 1 2  Höhe nach blauer Beschriftung auf dem Hintergrundlayer Topographische Karte.
3. 1 2  Länge nach dem Layer Gewässernetz (AWGN).
4. ↑  Einzugsgebiet aufsummiert aus den Teileinzugsgebieten nach dem Layer Basiseinzugsgebiet (AWGN).
5. ↑  Höhe nach schwarzer Beschriftung auf dem Hintergrundlayer Topographische Karte.
6. ↑  Seefläche nach dem Layer Stehende Gewässer.
7. 1 2  Einzugsgebiet nach dem Layer Basiseinzugsgebiet (AWGN).
8. ↑  Länge abgemessen auf dem Hintergrundlayer Topographische Karte.
9. 1 2 3 4 5 6 7  Einzugsgebiet abgemessen auf dem Hintergrundlayer Topographische Karte.
10. ↑  (Not-)Name Hermannsklinge des Gewässers nach den Layern Gewässernetz (AWGN) und Gewässername. Auf dem Hintergrundlayer Topographische Karte ist dagegen das Tal mit Hermansklinge beschriftet.
11. ↑  Schutzgebiete nach den einschlägigen Layern, Natur teilweise nach dem Layer Biotop.

### Andere Belege
1. ↑  Modellierte Werte nach Abfluss-BW Gewässerknoten MQ/MNQ
2. ↑  Albrecht Greule: Deutsches Gewässernamenbuch. Walter de Gruyter, Berlin / Boston 2014, ISBN 978-3-11-057891-1, S. 172, „Gerach“ (Auszug in der Google-Buchsuche).
3. ↑  Seite zum Naturschutzgebiet Roberner See auf www.outdooractive.com
4. ↑  Josef Schmithüsen: Geographische Landesaufnahme: Die naturräumlichen Einheiten auf Blatt 161 Karlsruhe. Bundesanstalt für Landeskunde, Bad Godesberg 1952. → Online-Karte (PDF; 5,1 MB)
5. ↑  Geologie nach den Layern zu Geologische Karte 1:50.000 auf: Mapserver des Landesamtes für Geologie, Rohstoffe und Bergbau (LGRB) (Hinweise)
6. ↑  Geotopsteckbrief (PDG, 331 kByte) des Aufgelassenen Steinbruchs in der Tiefensteigklinge nördlich von Neckargerach.
7. ↑  Würdigung des Naturschutzgebietes Roberner See.
8. ↑  Detailkarte der Mühle bei Robern auf der Karte vom Grossherzogthum Baden (1838-1849)
9. ↑  Detailkarte der heutigen Läufertsmühle auf der Karte vom Grossherzogthum Baden (1838-1849)
10. ↑  Detailkarte der Ortsmühle von Beckargerach auf der Karte vom Grossherzogthum Baden (1838-1849)